# An Khánh, Hải Phòng
Xã An Khánh là một xã thuộc thành phố Hải Phòng, Việt Nam.

## Địa lý
Xã An Khánh có vị trí địa lý:
- Phía bắc giáp xã An Lão.
- Phía nam giáp xã An Hưng.
- Phía đông giáp phường Phù Liễn.
- Phía tây giáp xã An Quang và xã Quyết Thắng.

## Lịch sử
Địa bàn xã An Khánh trước đây thuộc huyện An Lão, thành phố Hải Phòng.
Ngày 16 tháng 6 năm 2025, Ủy ban Thường vụ Quốc hội bàn hành Nghị quyết sắp xếp các đơn vị hành chính cấp xã thuộc thành phố Hải Phòng năm 2025. Theo đó, sắp xếp toàn bộ diện tích tự nhiên, quy mô dân số của xã Tân Viên, xã Mỹ Đức và một phần diện tích tự nhiên, quy mô dân số của xã Thái Sơn thành xã mới có tên gọi là xã An Khánh.
Căn cứ theo đề án sắp xếp đơn vị hành chính cấp xã của thành phố Hải Phòng năm 2025, xã An Khánh được thành lập từ:
- Toàn bộ diện tích tự nhiên là 8,49 km², quy mô dân số là 9.436 người của xã Tân Viên;
- Toàn bộ diện tích tự nhiên là 9,39 km², quy mô dân số là 14.238 người của xã Mỹ Đức;
- Một phần diện tích tự nhiên là 6,28 km2, quy mô dân số là 10.262 người của xã Thái Sơn.

Xã An Khánh có diện tích tự nhiên là 24,16 km2 (đạt 115,05% so với quy định), quy mô dân số là 33.936 người (đạt 212,10% so với quy định).